# Stockholms kommun
Stockholms kommun (også Stockholms stad) er en kommune i det østlige Svealand, på grænsen mellem landskaberne Uppland og Södermanland. 
I kommunen ligger de centrale dele af byområdet Stockholm, som udgør kommunens hovedby og desuden Sveriges hovedstad, samt residensby i Stockholms län. Kommunen er Sveriges største, efterfulgt af Göteborgs kommun. 

## Virksomheder
De ti største virksomheder i Stockholms kommun efter antal ansatte er:
- Ericsson – 10.320
- Södersjukhuset – 4.880
- Skandinaviska Enskilda Banken – 4.170
- Swedbank – 3.610
- ISS Facility Services – 3.470
- Svenska Handelsbanken – 3.000
- Nordea – 2.890
- Posten AB – 2.790
- Keolis Sverige AB – 2.380
- Telia Company – 2.310

## Reference
1. ↑  "Statistisk årsbok 2014 pdf" (PDF). Arkiveret fra originalen (PDF) 25. maj 2014. Hentet 24. maj 2014.

59°19′39″N 18°03′17″Ø / 59.3275°N 18.054719°Ø